# Selecció d'hoquei sobre patins masculina de l'Uruguai
La selecció d'hoquei sobre patins masculina de l'Uruguai és l'equip masculí que representa la Federació Uruguaiana de Patí i Hoquei (FUDEPYH) en competicions internacionals d'hoquei sobre patins. La Federació uruguaiana es va fundar l'any 1924.